# Satz von Anne

Die Summen der Flächen gegenüber-
liegender Dreiecke sind gleich groß, d. h.
F(BCL) + F(DAL) = F(LAB) + F(DLC)

Der Satz von Anne, benannt nach Pierre-Léon Anne (1806–1850), ist eine Aussage aus der Elementargeometrie, die eine bestimmte Zerlegung eines konvexen Vierecks in gleich große Flächen beschreibt.
Genauer gilt die folgende Aussage:
Sei ABCD ein konvexes Viereck mit den Diagonalen AC und BD, das kein Parallelogramm ist. Des Weiteren seien E und F die Mittelpunkte der Diagonalen und L ein Punkt im Inneren von ABCD. Gilt nun für die vier Dreiecke, die der Punkt L mit den Seiten von ABCD bildet, dass die beiden Summen der Flächen gegenüberliegender Dreiecke gleich sind (F(BCL) + F(DAL) = F(LAB) + F(DLC)), so liegt der Punkt L auf der Newton-Geraden, das heißt der Geraden, die die Mittelpunkte der Diagonalen AC und BD verbindet.
Im Falle eines Parallelogramms existiert keine Newton-Gerade, da die Diagonalemitten zu einem Punkt zusammenfallen. Zudem ist in diesem Fall die Bedingung der Gleichheit der Flächensummen gegenüberliegender Dreiecke von jedem inneren Punkt erfüllt.
Es gilt auch die Umkehrung des Satzes von Anne, das heißt, für jeden Punkt auf der Newton-Geraden, der innerhalb des zugehörigen Vierecks liegt, ist die Bedingung der Flächengleichheit erfüllt.